# Aart Bergwerff
Aart Bergwerff (Rotterdam, 6 november 1961) is een Nederlandse organist en docent orgel en orgelbouw aan het Rotterdams Conservatorium.

## Loopbaan
Bergwerff studeerde orgel, koordirectie en kerkmuziek aan het Rotterdams Conservatorium. Hij zette zijn orgelstudie voort bij Harald Vogel in Bunde (Duitsland) en bij Marie-Claire Alain in Parijs, welke studie hij afsloot met het behalen van de Prix de Virtuosité. Aan het Koninklijk Conservatorium in Den Haag studeerde hij improvisatie bij Bert Matter en behaalde de Aantekening Improvisatie Orgel.
Vanaf 1990 was hij organist van de Lutherse kerk in Den Haag en daarmee de vaste bespeler van het beroemde Bätz-orgel uit 1762. Bergwerff werd in 1994 benoemd tot docent hoofdvak orgel aan het Rotterdams Conservatorium. Daarnaast doceert hij aan het instituut ook orgelbouw en historische ontwikkeling. Hij is orgeladviseur bij restauratie en nieuwbouw van orgels, in samenwerking met de Orgelcommissie van de Nederlandse Hervormde Kerk en de Rijksdienst voor de Monumentenzorg, en is in die hoedanigheid betrokken bij tal van restauraties van historische orgels.
In maart 1993 gaf hij met het Brabants Orkest de wereldpremière van het Concerto for Organ and Orchestra van Jo van den Booren, ter gelegenheid van het in gebruik nemen van het orgel in het Muziekcentrum Frits Philips te Eindhoven. Sinds 1994 is hij dirigent en artistiek leider van het vocaal ensemble Musiqu'amis te Brielle.
Als continuospeler op orgel en klavecimbel maakt Bergwerff onder meer deel uit van het Concertgebouw Kamerorkest te Amsterdam, waarmee hij optrad tijdens het koninklijk huwelijk op 2 februari 2002 te Amsterdam. Op uitnodiging van Het Nationale Ballet speelde hij tweemaal een reeks voorstellingen met het Concert voor orgel en orkest van Francis Poulenc, begeleid door het Nederlands Balletorkest.
Bergwerff verzorgt regelmatig uitvoeringen op orgel van Simeon ten Holts Canto Ostinato, solo of in samenwerking met onder andere pianoduo Sandra en Jeroen van Veen, soms begeleid van derwisjdans door Kadir Sonuk.
In 2012 werd Bergwerff benoemd tot vaste organist van het Flentrop-orgel in de Grote of Onze-Lieve-Vrouwekerk te Breda.

## Prijzen
Bergwerff won prijzen op internationale orgelconcoursen in Brugge (1985), Lausanne (1987) en Groningen (1989). Hij werd in Parijs onderscheiden met de zilveren medaille van de Société Académique 'Arts, Sciences et Lettres', voor zijn verdiensten voor de Franse orgelcultuur.

## CD's
Voor het label Cygnus maakte hij drie cd's met orgelwerken van Bach en Mendelssohn. Op zijn eigen label Art Unorganized startte hij een nieuwe serie cd's met opnamen van recent gerestaureerde orgels, onder de titel Organum Renovatum.